# Імені Ілліча (житломасив)
І́мені Ілліча́ (також ім. Ілліча) — житловий масив у віддаленій частині Металургійного району у місті Кривий Ріг.

## Загальні відомості
Заснований у середині 1930 рр. Територія належала радгоспу № 20, який постачав продукти харчування на будівництво «Криворіжсталі».
Житломасив Ілліча фактично відірваний від основної території району і міста і розташований за цехами та промисловими зонами «Криворіжсталі». Його територія межує із землями Криворізького району й селищами Радушного та Миролюбівки.

## Інфраструктура
Складається із 20 вулиць приватного сектора[джерело?]. Має 563 приватних будинки, неповна середня школа, поштове відділення, магазини. Площа 124 тисячі м². Багатий на зелені насадження.
У мікрорайоні розташована Церква Святого преподобного Іова Почаївського.
За 2 км від ім. Ілліча проходить автошлях Н23.
У мікрорайоні розташована Криворізька виправна колонія № 80.

## Ставки
У безпосередній близькості від мікрорайону розташовані Іллічівські ставки. Вони були закладені на початку XX століття (територія радгоспу «Радушний»). Площа 8,3; 8,1; 7,5 га. Водні запаси 113, 110, 102 тис. м³. Зариблені. Місце відпочинку місцевих жителів.